# والتر شنايدر (دراجات نارية)
والتر شنايدر (بالألمانية: Walter Schneider) كان متسابق دراجات نارية ألماني فاز ببطولة سباق الجائزة الكبرى للدراجات النارية و فاز بكأس جزيرة مان السياحية في فئة السايدكار.

## البطولات
- كأس جزيرة مان السياحية 1955 (سايدكار)
- كأس جزيرة مان السياحية 1959 (سايدكار)